# Dinar, Afyonkarahisar
Dinar este un district din Provincia Afyonkarahisar, Turcia.

## Localități
- Afșar, Dinar
- Akgün, Dinar
- Akpınarlı, Dinar
- Aktoprak, Dinar
- Akça, Dinar
- Akçin, Dinar
- Alacaatlı, Dinar
- Alparslan, Dinar
- Avdan, Dinar
- Bademli, Dinar
- Bağcılar, Dinar
- Belenpınar, Dinar
- Bilgiç, Dinar
- Burunkaya, Dinar
- Bülüçalan, Dinar
- Cerityaylası, Dinar
- Cumhuriyet, Dinar
- Dikici, Dinar
- Dinar, Afyonkarahisar
- Dombay, Dinar
- Doğanlı, Dinar
- Dumanköy, Dinar
- Eldere, Dinar
- Ergenli, Dinar
- Gençali, Dinar
- Gökçeli, Dinar
- Göçerli, Dinar
- Haydarlı, Dinar
- Kabaklı, Dinar
- Kadılar, Dinar
- Karabedir, Dinar
- Karahacılı, Dinar
- Karakuyu, Dinar
- Karataș, Dinar
- Kazanpınar, Dinar
- Keklicek, Dinar
- Kınık, Dinar
- Kızıllı, Dinar
- Körpeli, Dinar
- Muratlı, Dinar
- Ocaklı, Dinar
- Okçular, Dinar
- Palaz, Dinar
- Pınarlı, Dinar
- Sütlaç, Dinar
- Tatarlı, Dinar
- Tekin, Dinar
- Tuğaylı, Dinar
- Uluköy, Dinar
- Yakaköy, Dinar
- Yapağılı, Dinar
- Yelalan, Dinar
- Yeșilhüyük, Dinar
- Yeșilyurt, Dinar
- Yeșilçat, Dinar
- Yıprak, Dinar
- Yüksel, Dinar
- Çakıcı, Dinar
- Çamlı, Dinar
- Çapalı , Dinar
- Çayüstü, Dinar
- Çağlayan, Dinar
- Çiçektepe, Dinar
- Çobansaray, Dinar
- Çürüklü, Dinar